# Machilus chayuensis
Machilus chayuensis là loài thực vật có hoa trong họ Nguyệt quế. Loài này được S.K. Lee miêu tả khoa học đầu tiên năm 1979.